# Monolepta congoensis
Monolepta congoensis là một loài bọ cánh cứng trong họ Chrysomelidae. Loài này được Wagner miêu tả khoa học năm 2002.